# Udupi
Udupi là một thị xã và là nơi đặt hội đồng khu tự quản của quận Udupi thuộc bang Karnataka, Ấn Độ.

## Nhân khẩu
Theo điều tra dân số năm 2001 của Ấn Độ, Udupi có dân số 113.039 người. Phái nam chiếm 49% tổng số dân và phái nữ chiếm 51%. Udupi có tỷ lệ 83% biết đọc biết viết, cao hơn tỷ lệ trung bình toàn quốc là 59,5%: tỷ lệ cho phái nam là 86%, và tỷ lệ cho phái nữ là 81%. Tại Udupi, 8% dân số nhỏ hơn 6 tuổi.